# Heribert Sasse
Heribert Sasse (Linz, 1945. szeptember 28. – Hinterstoder, 2016. november 19.) osztrák színész, rendező, színigazgató.

## Pályafutása
Bécsben nevelkedett. 1960-ig egy angol privátiskolába járt, majd elektrotechnikusként szerzett végzettséget. Ezután énekesnek tanult a bécsi Max Reinhardt szemináriumon, amit azonban rövid idő után megszakított, hogy közel kerüljön a színjátszáshoz. Eleinte kisegítőként dolgozott, mint világosító, súgó, ügyelő és rendezőasszisztens.
1968-ban kapta meg első szerepét a bécsi Volkstheaterben. 1969-ben rendezett először Münchenben egy pinceszínházban, ahonnan nemsokára elszerződtették a berlini Schlosspark-Theater, a Volksbühne és a Staatlichen Schauspielbühnen színpadaira. 1972–1975 között játszott Grazban, Düsseldorfban és a Salzburgi Ünnepi Játékokon is.
1976-tól rendezőként dolgozott Bécsben a Józsefvárosi Színháznál, a Volkstheater-nél és a berlini Volksbühne-n.
1980-ban a Berliner Renaissance-Theater színigazgatója lett. 1985-ben a Staatlichen Schauspielbühnen Berlin főigazgatója lett, amit 1990-ig vezetett. Itt, 1987–1988-ban Jean-Claude Drouot (Théâtre National de Belgique, Belgium) és Daniel Benoin (Dramatique National de Saint-Étienne, Franciaország) igazgatókkal megalapította az Európai Színházi Konvenciót. Ezután München, Düsseldorf, Hamburg és Essen színházaihoz szerződött. 1993-ban megalapította a Schiel und Sasse Management für Wirtschaft und Kultur GmbH céget és - ez idő alatt - két évig dolgozott egy BNW-kereskedés menedzsereként is. 1995-től a Berliner Schlosspark-Theaters magánszínház igazgatója volt 2002-ig.
2005-ben visszatért Bécsbe, ahol több színházban színészként és rendezőként kap jelentős szerepet és önálló esteken lép fel. 2006-ban nagy sikerrel rendezte meg Márai Sándor A gyertyák csonkig égnek című regényét Die Glut (Parázs) címmel. 2015-ben a bécsi Josefstadti Színház (Theater in der Josefstadt) tiszteletbeli tagja lett.
Színházi tevékenysége mellett tanárként is dolgozott: a salzburgi Mozarteumban színművészetet és rendezést, a berlini Hanns Eisler Zeneművészeti Főiskolán művészeti menedzsmentet oktatott, a bécsi Filmakadémián pedig a 2009/2010-es évfolyamnak tartott tömbszemináriumot.
2016. november 19-én váratlanul hunyt el hinterstoderi otthonában, 9 nappal a Luchino Visconti filmje alapján színpadra írt Elátkozottak című darab bemutatója (Josefstadti Színház) után.

## Szerepei

### Film
- Deckname Holec, 2016 (osztrák történelmi filmdráma, Fuchs)[14][15]
- Brand - Eine Totengeschichte, 2011 (osztrák-német thriller, Garleitner)
- Tetthely (osztrák krimi) epizódok:

- Drogháború, 2010 (Bernhard Weiler felügyelő)
- Exitus, 2008 (Bernhard Weiler)
- Familiensache, 2007 (Bernhard Weiler felügyelő)
- A főnök, 1971 (Uwe)
- Gyilkosság a proszektúrán, 2008 (osztrák krimi, Ernst Rauter)
- Mama kurázsija, 1995 (német-osztrák-angol filmdráma, Kellemen)
- Rudolf, Sissi egyetlen fia, 2006 (osztrák-francia-német-olasz filmdráma, Krauss)
- A csipkeverőnő, 1977 (svájci-francia-NSZK romantikus dráma)

### Színház
- Nyikolaj Vasziljevics Gogol: A revizor - Polgármester (Josefstadti Színház, 2006)
- Ödön von Horváth: Niemand - Uralter Stutzer (Josefstadti Színház, 2016)[16]
- Luchino Visconti, Elmar Goerden, Barbara Nowotny, Ulf Stengl, Hans Peter Litscher: Elátkozottak - Joachim von Essenbeck (Josefstadti Színház, 2016)[13]

## Díjai, elismerései
A legjelentősebbek:
- 1998 Tudományért és Művészetért Osztrák Érdemkereszt
- 2002 Berliner Bär BZ-Kulturpreis (Kultúra-díj)
- 2008 Undine-díj - Ausztria,  a fiatal tehetségek támogatásáért
- 2011 Goldenes Verdienstzeichen des Landes Wien (Szolgálati Érdemjel arany fokozat)
- 2013 Kammerschauspieler (az osztrák szövetségi elnök által a kiváló színészeknek kiosztott cím)